# Clan Wemyss

Le clan Wemyss est un clan écossais des Lowlands, originaire du Fife. Les comtes de Wemyss prétendent descendre des chefs pictes qui contrôlaient cette région avant l'apparition du Royaume d'Alba.

## Nom
Le nom du clan, puis le nom de famille  Wemyss est dérivé du gaélique écossais uaimh (grotte). On pense qu'il provient des grottes de Wemyss, dans le comté de Fife, près du Firth of Forth, où le clan Wemyss avait pris racine. Le château de Wemyss à Fife est le siège des chefs du clan Wemyss depuis le XIIe siècle. Les chefs sont l'une des rares familles nobles à descendre de la noblesse celtique par l'intermédiaire des comtes de Fife du clan MacDuff.

## Géographie

### Les châteaux

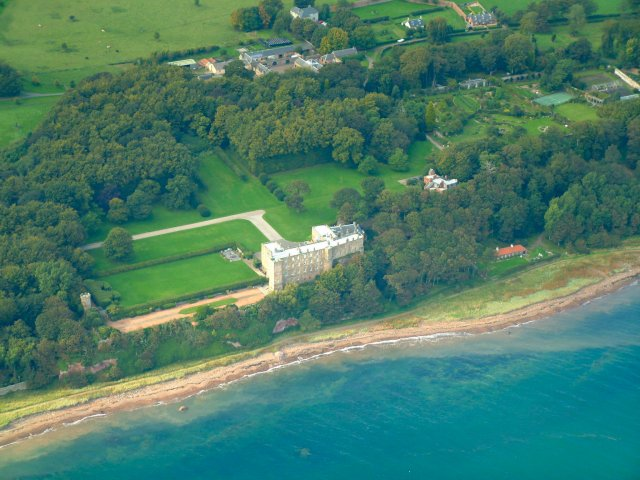
Le château de Wemyss est la résidence des chefs du Clan Wemyss depuis le XIIe siècle.

- Le château de Wemyss, dans le Fife, est le siège du chef du clan Wemyss[1].
- Le château d'Elcho appartient au seigneur Elcho de Wemyss.

## Histoire

### Origine
En 1290, sire Michael Wemyss, accompagné de son frère, Sire David, et de Scott de Balwearie, fut envoyé en Norvège pour ramener la jeune reine Marguerite, dite « la Pucelle de Norvège ».

### les guerres d'indépendance écossaise
En 1296, sire Michael Wemyss jura d'abord fidélité à Édouard Ier d'Angleterre, mais ensuite se rallia à Robert de Bruce. En représailles, le château de Wemyss fut saccagé par les Anglais. Le fils de sire Michael, Sire David Wemyss, était de ceux qui apposèrent leur sceau sur la Déclaration d'Arbroath en 1320. Sire David fut également l'un des garants de la libération de David II d'Écosse des geôles anglaises ; son fils était l'un des otages envoyés pour la rançon du roi.

### Le XVIe siècle et les guerres anglo-écossaises
En 1513, le chef du clan, sire David de Wemyss fut tué à la  Bataille de Flodden Field. En 1547, son petit-fils, sire John Wemyss, combattit sous les ordres du comte d'Arran à la bataille de Pinkie Cleugh.
John était un ardent partisan de Marie, reine d'Écosse. C'est au château de Wemyss, récemment agrandi, qu'elle rencontra pour la première fois Lord Darnley. En 1559, sire John Wemyss fut nommé lieutenant de Fife, Kinross et Clackmannan. En 1568, Il mena ses hommes dans l'armée de la reine à la bataille de Langside.

## Le sept
Plusieurs clans se sont placés sous la protection du clan Wemyss, ainsi que des familles dont le nom est issu du nom du clan :
- Elcho
- Vemis, Vemys, Vemyss, Veymis, Weemes, Weems, Weemyss, Weimes, Weimis, Weims, Weimys, Wemes, Wemeth, Wemis, Wemise, Wems, Wemyes, Wemys, Wemyss, Wemysse, Weymes, Weymis, Weyms, Whymes, Whyms, Wymes, Wymess, Whims, Wims, et Wymbs (Comté de Sligo en Irlande).

## Généalogie et génétique
Le site suisse MyTrueAncestry, remarque une surreprésentation du sous-clade R1b1a1b1a1a2c1a5a sur le chromosome Y des hommes issus en lignée mâle de ce clan. Ce sous-clade est une variante du marqueur FGC11134, présent dans le patrimoine génétique des populations celtiques. Il ne semble pas apparaître de marqueur caractéristique dans l'ADN mitochondrial des membres de ce clan.

## Tartan

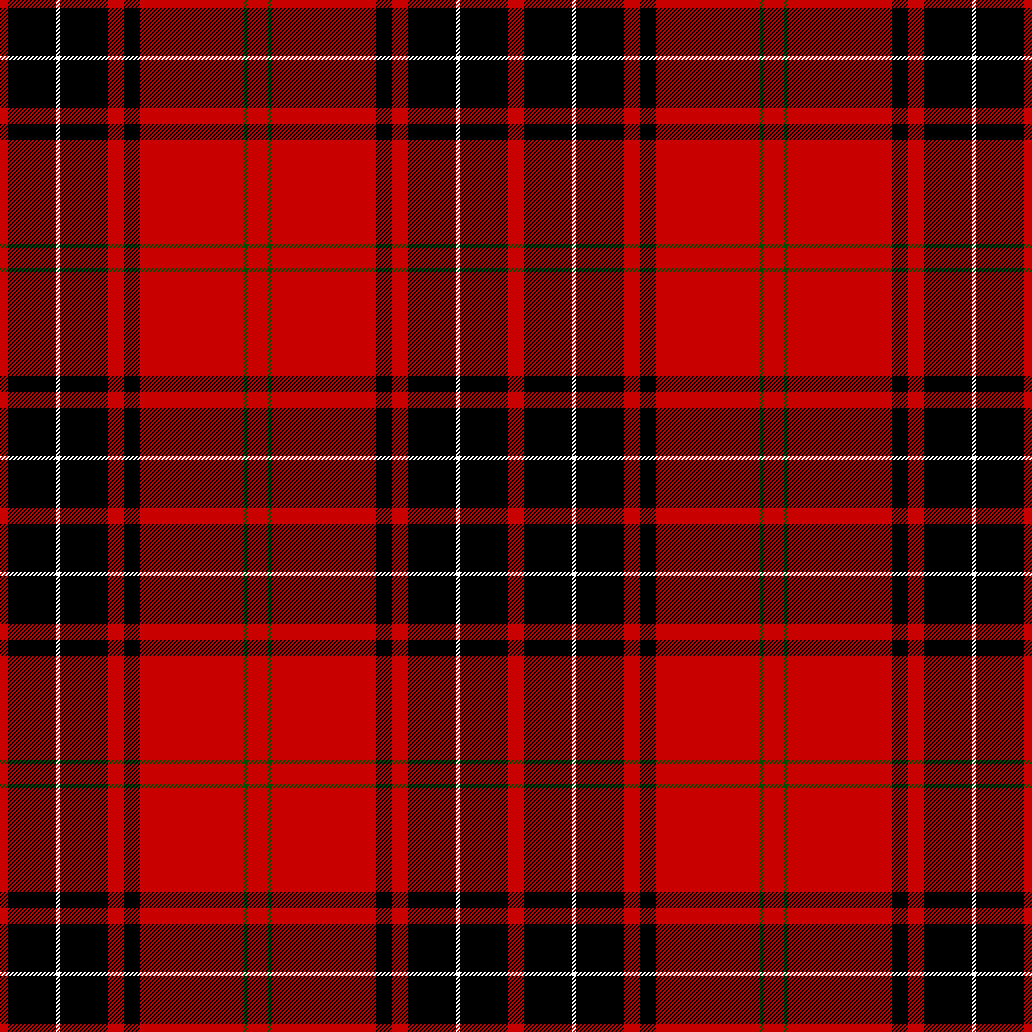
Le tartan du clan Wemyss est symétrique.

## Devise
- En français : Je Pense